# Dragon Age: Origins (завантажувальний контент)
Частину інформації про завантажувальний контент для Dragon Age: Origins, рольової гри, розробленої BioWare під видавництвом Electronic Arts, було опубліковано перед релізом гри наприкінці 2009 року разом із зобов’язанням BioWare підтримувати гру випуском нового контенту як мінімум два роки після її виходу. В цілому існує сім завантажувальних сюжетних доповнень: The Stone Prisoner, Warden's Keep, Return to Ostagar, The Darkspawn Chronicles, Leliana's Song, The Golems of Amgarrak, and Witch Hunt. Завантажувальні доповнення розповсюджувалися через Xbox Live, PlayStation Network і власний вебсайт BioWare (на цей момент вже не існує) для платформи ПК.
The Stone Prisoner і Warden's Keep були випущені в день запуску базової гри. The Stone Prisoner додає повноцінного повністю озвученого персонажа-компаньйона Шейл (англ. Shale), нові локації, предмети та квести. Warden's Keep додає фортецю «Пік Солдата» (англ. Soldier's Peak), як потенційну базу для гравця та досліджує історію вигнання Сірих Вартових із Ферелдену кілька поколінь тому. Return to Ostagar, випущене на різних платформах з січня по березень 2010 року, дозволяє повернутися до зруйнованої фортеці Остаґар, щоб повернути особисті речі загиблого короля Ферелдену. The Darkspawn Chronicles, випущене 18 травня 2010 року, досліджує альтернативний сценарій «що було б, якби [...]» базової гри, де Ферелден впав під натиском жахливих орд темнородів. Leliana's Song, випущене 6 липня 2010 року, досліджує передісторію Леліани, персонажа-компаньйона з базової гри. The Golems of Amgarrak, випущене 10 серпня 2010 року, розслідує подробиці зниклої на Глибинних шляхах експедиції гномів, які намагались відшукати втрачену таємницю будівництва големів. Witch Hunt, випущене 7 вересня 2010 року, завершує сюжетну лінію відьми Морріґан, ще одного персонажа-компаньйона з базової гри. Усі завантажувальні доповнення пропонували розблокування досягнень і нагород для основної гри після їх проходження.
27 жовтня 2010 року було випущено видання гри Dragon Age: Origins — Ultimate Edition, що містить вищезазначені доповнення разом з основною грою та масштабним сюжетним розширенням Dragon Age: Origins — Awakening. Багато менших елементів контенту Dragon Age: Origins було розповсюджено у рекламних цілях, по типу бонусів за передзамовлення, ексклюзивних бонусів для окремих ігрових платформ або як винагороди за спеціальні рекламні події.

## Ultimate Edition
Завантажуваний контент для Dragon Age: Origins було анонсовано в жовтні 2009 року перед самим випуском гри на платформах Microsoft Windows, PlayStation 3 і Xbox 360 у листопаді 2009 року та для Mac OS X у грудні 2009 року. Доповнення для основної гри включають додаткових персонажів, сюжетні місії, внутрішньоігрові предмети та чотири автономних сюжетних модулі. Хоча BioWare планували підтримувати гру завантажувальним контентом щонайменше протягом двох років, фінальне доповнення для Dragon Age: Origins, яке отримало назву Witch Hunt, було випущено 7 вересня 2010 року — менше ніж через рік після релізу основної гри.
Анонсоване для ПК, PlayStation 3 і Xbox 360 у вересні 2010 року «Dragon Age: Origins - Ultimate Edition» — це компіляція, у якій зібрані оригінальна гра Dragon Age: Origins, її сюжетне розширення Dragon Age: Origins - Awakening і сім доповнень: The Stone Prisoner, Warden's Keep, Return to Ostagar, The Darkspawn Chronicles, Leliana's Song, The Golems of Amgarrak, and Witch Hunt. Ultimate Edition було випущено для всіх платформ 27 жовтня 2010 року. Версія для ПК без DRM захисту була вперше випущена за межами цифрової платформи дистриб'юції EA Origin у липні 2016 року.
Фізичні копії європейського випуску цього видання для PlayStation 3 були відомі помилковою відсутністю доповнення Return to Ostagar, яке потрібно було завантажити з PlayStation Store за допомогою ваучерів з кодами доступу, наданих представниками служби підтримки клієнтів EA. У квітні 2011 року деякі гравці зіткнулися з проблемами з серверами авторизації Bioware, де вони отримували повідомлення про помилку і не могли запустити гру.

## The Stone Prisoner
The Stone Prisoner — завантажувальне доповнення, випущене 3 листопада 2009 року, додає голема Шейл, озвученого Джеральдін Блекер, як персонажа-компаньйона в основну гру. The Stone Prisoner мало стати безкоштовним для гравців, придбавших копію будь-якого видання Dragon Age: Origins, хоча воно доступне і як окрема покупка.
Щоб почати квестову лінійку цього доповнення, гравці повинні поговорити з торговцем, який пропонує жезл контролю над големом, який знаходиться у захопленому темнородами селі. Протагоніст повинен буде допомогти вцілілим селянам, вирішити головоломки та впоратися з головним антагоністом — одержимим демоном котом. Як і інші персонажі-компаньйони, Шейл є повністю озвученим персонажем з унікальними діалогами, системою схвалення та особистим квестом, який пов’язаний з основним сюжетом. Як голем, Шейл має унікальний набір навичок, а також унікальну систему спорядження у вигляді різнокольорових кристалів, яку спеціально було додано в гру.
Спочатку запланована для базової гри, Шейл була вирізана через технічні обмеження ігрового рушія, оскільки модель її персонажа була завеликою, щоб поміститися у двері, і камера не відображала персонажа належним чином. Коли дата випуску Dragon Age: Origins була перенесена з початку 2009 року на листопад, команда розробників мала час і можливість допрацювати ці технічні проблеми та випустити це доповнення разом із базовою грою. Команда зменшила розмір моделі голема і в результаті вона стала меншою порівняно з іншими персонажами-големами базової гри.
Оцінки та відгуки
Олі Велш з Eurogamer похвалив The Stone Prisoner як «дивовижно добре інтегроване» в базову гру доповнення, з локацією та сценарієм, які перевершують якість побічних квестів базової гри. Він також зауважив, що в цьому випадку розробнику вдалося створити доповнення, яке може суттєво збагатити всю гру. Для Велша жартівливий тон і сарказм Шейл допомагають збалансувати «задушливий тон» основного сюжету гри.

## Warden's Keep
Warden's Keep — завантажувальне доповнення, випущене 3 листопада 2009 року, додає фортецю «Пік Солдата» (англ. Soldier's Peak) та пов’язану з нею лінійку квестів, які можна виконати менш ніж за годину. Доповнення додає різноманітне спорядження та зброю, які за якістю перевершують предмети базових торговців, а також нові потужні здібності та заклинання для протагоніста. Після завершення квесту гравець може створити оперативну базу в фортеці з двома торговцями та зоною для зберігання надлишкового спорядження членів групи.
Сюжет Warden's Keep досліджує, чому Сірих Вартових було вигнано з Ферелдену за кілька поколінь до їхнього повернення на запрошення короля Мерика, як описано в романі 2009 року Dragon Age: The Calling. Щоб почати квестову лінійку цього доповнення, гравець повинен поговорити з торговцем Леві Драйденом (англ. Levi Dryden), чия бабуся Софія Драйден (англ. Sophia Dryden) була командором ферелденського Ордену Сірих Вартових, які втратили базу в Піку Солдата через суперечку з тиранічним предком короля Мерика. Родину Драйденів було з ганьбою вигнано з країни покоління тому і тепер Леві просить протагоніста повернути фортецю та очистити ім'я його сім'ї. У фортеці група протагоніста стикається з примарами, які розповідають про минулі події та показують нашестя демонів, призваних самими тодішніми Сірими Вартовими. Гравцям пропонується кілька варіантів розв'язки сюжету у фіналі доповнення.
Оцінки та відгуки
Олі Велш з Eurogamer називає Warden's Keep «обнадійливим початком для додаткового контенту гри з точки зору якості, але не кількості». І хоча доповнення являє собою краще з бойової та оповідальної складової Dragon Age: Origins, сконцентрованими в більш компактну форму, все ж цей платний квест він називає «незадовільною їжею за чималі гроші» і радить грати у нього якомога раніше у грі для оптимального ігрового процесу.

## Return to Ostagar
| Агрегатор  | Оцінка                  |
| ---------- | ----------------------- |
| Metacritic | ПК: 69/100 X360: 54/100 |

| Видання                    | Оцінка |
| -------------------------- | ------ |
| Eurogamer                  | 4/10   |
| GamePro                    | 5/10   |
| GameRevolution             | 2.5/10 |
| GameZone                   | 7/10   |
| IGN                        | 8/10   |
| PC Gamer (Велика Британія) | 3/10   |

Return to Ostagar — завантажувальне доповнення, випущене у січні-березні 2010 року. Вартові повертаються до зруйнованої фортеці Остаґар після великої битви між її захисниками та ордою темнородів, під час якої загинув король Ферелдену та усі члени ферелденської гілки Ордену Сірих Вартових. Це перше доповнення Dragon Age: Origins, що вийшло після офіційного релізу гри. Критики та гравці сприйняли його неоднозначно: більшості сподобалась можливість дослідження передісторії та подробиць битви при Остаґарі — одного із ключових моментів сюжету гри, проте критики зазнала номінальна кількість доданого доповненням ігрового контенту (один сет броні і єдина, раніше використовувана локація) із його неспіврозмірною ціною. Проблемний графік випуску, різний для кожної платформи, також отримав негативне висвітлення.
Оцінки та відгуки
Згідно з агрегатором оглядів Metacritic, Return to Ostagar для Microsoft Windows і Xbox 360 отримали «змішані» або «середні» відгуки від світових видань.
Return to Ostagar розкритикували за коротку тривалість і очевидну відсутність значущого змісту. Ден Вайтхед з Eurogamer сказав, що ціна та загальна якість Return to Ostagar не дають задовільних відповідей на сучасні проблеми. Належна інтеграція у сюжетну кампанію або навпаки відокремлення платного контенту, або співвідношення ціни та якості, які б ці доповнення мали представляти на ринку. Вайтхед охарактеризував Return to Ostagar як «слабку половинчасту» спробу, яка є «кроком у неправильному напрямку» для розробників, а потенціал самого Остагара як важливого місця в сюжеті так і залишається невикористаним. Мітчелл Дайер з GamePro зневажливо оцінив низьке співвідношення ціни та якості доповнення і зауважив, що, хоча п’ять доларів не є дорогою витратою на додатковий контент, йому важко рекомендувати гравцям подібне «пусте» доповнення. GameRevolution дуже критично поставилися до Return to Ostagar та розкритикували його оповідання, бої, здобич, яку може використовувати лише один ігровий клас та різноманітність супротивників, схваливши лише «чудове переосмислення Остаґара».

## The Darkspawn Chronicles
The Darkspawn Chronicles — завантажувальне доповнення, випущене 18 травня 2010 року. Це окремий модуль, який дозволяє гравцям випробувати альтернативний сценарій фінальної битви в столиці Ферелдену. У цій версії сюжету Сірий Вартовий гравця не пережив ритуал Посвяти, а армію Ферелдену очолює Алістер. Гравець бере на себе роль командувача армії темнородів, якому Архідемон, доручає захопити столицю Ферелдену. Гравець просувається через прості бойові зіткнення в районах міста та час від часу виконує задані цілі, по типу вбивства фіксованої кількості супротивників, підпал орієнтирів або прокрадання підрозділу повз ворожий контрольно-пропускний пункт. 
Роб Бартел, провідний дизайнер доповнення, описав це як «історію втрати», яка перевертає «сюжет з ніг на голову». Він вважав, що надання гравцю ролі темнородів і демонстрація захоплення та падіння Денерима з точки зору ворога є «цікавою темою, яку гравці хотіли б відчути».
Оцінки та відгуки
| Агрегатор  | Оцінка                  |
| ---------- | ----------------------- |
| Metacritic | ПК: 66/100 X360: 56/100 |

| Видання   | Оцінка |
| --------- | ------ |
| Eurogamer | 4/10   |
| IGN       | 6.5/10 |

Згідно з агрегатором рецензій Metacritic, The Darkspawn Chronicles для Microsoft Windows і Xbox 360 отримали «змішані» або «середні» відгуки від світових видань.
Чарльз Оньєтт з IGN оцінив The Darkspawn Chronicles середньою оцінкою, пославшись на відсутність задоволення від проходження, незважаючи на нову концепцію та недорогу ціну. Хоча йому сподобалася ідея рольової гри за лиходія, які вбивають знайомих з основної історії персонажів. Він вважав, що загальний досвід надто простий, щоб особливо запам’ятатися, і послався на його «коротку тривалість, відсутність персоналізації та відсутність будь-якої реальної взаємодії персонажів» як основні недоліки зграї.
Ден Вайтхед з Eurogamer дав негативний відгук і визнав, що загальний досвід розчаровує. Для Вайтхеда назва The Darkspawn Chronicles є неправильною, оскільки вона «пропонує мінімум ігрового розмаїття» та триває одну годину, а не декілька десятків годин, на які натякає її назва. Вайтхед погодився, що ідея «загону монстрів Dragon Age приваблива» на концептуальному рівні, оскільки початкові етапи доповнення були грамотно реалізовані як «симулятор кровожерливого зла». Однак він критикував пізніші етапи доповнення як «грінд смерті», де бракувало значущого діалогу, взаємодії персонажів і локацій для витонченої бойової тактики, які він вважав найкращими аспектами базової гри і яких він очікував від BioWare. Інша критика включала необдумане ставлення до знайомих персонажів у сюжеті, а також численні технічні збої та баги, які Вайтхед вважав непробачними, оскільки доповнення явно використовує вже існуючі з базової гри ресурси і не потребує видумувати ніяких нових механік.

## Leliana's Song
Leliana's Song — завантажувальне доповнення, випущене 6 липня 2010 року. Це окремий модуль, який фокусується на подіях за кілька років до початку базової гри. Гравці беруть на себе роль Леліани, коли вона була орлейським бардом під патронажем Маржолен і оповідають про події, які змусили її осісти у ферелденьській церкві. До Леліани приєдналися три компаньйони: Штрих (англ. Sketch), міський ельфійський маг-відступник; Смик (англ. Tug), гном-наземник; і воїн з Ферелдену Сайлас Кортвейт (англ. Silas Corthwaite). Усі ігрові персонажі можуть отримувати досвід, підвищувати рівень та певною мірою налаштовуватися гравцем. Доповнення додає унікальну броню, яку можна перенести в основну сюжетну кампанію після завершення Leliana's Song.
Оцінки та відгуки
| Агрегатор  | Оцінка                 |
| ---------- | ---------------------- |
| Metacritic | ПК: 66/100 PS3: 67/100 |

| Видання  | Оцінка |
| -------- | ------ |
| GameSpot | 7/10   |
| IGN      | 7/10   |

Згідно з агрегатором оглядів Metacritic, Leliana's Song для Microsoft Windows і PlayStation 3 отримали «змішані» або «середні» відгуки.
І Чарльз Оньєтт з IGN, і Кевін ВанОрд з GameSpot рекомендували Leliana's Song гравцям, яким хотілося урізноманітнити досвід базової гри, або шанувальникам персонажа Леліани. Оньєтт зауважував, що хоча Леліана не є особливо привабливим персонажем, Leliana's Song є «пристойним» контентом і «солідним доповненням» до серії: коротка за довжиною, але наповнена поворотами сюжету, повністю озвученими кат-сценами та цікавими розмовами. Він також відчув, що хоча доповнення не пропонує нічого екстраординарного, проте є добре написаною динамічною історією  із гідними похвали моментами. ВанОрду сподобалася озвучка та розповідь, яка розкриває історію походження Леліани з темнішої точки зору, хоча її супутники порівняно нудніші. Він також високо оцінив нову музику, підкресливши «підступні мелодії», які лунають протягом першої години, що підходить для «радісної зловмисності» політичних ігор Маржолен, а також емоційний резонанс, викликаний похмурою музикою, яка супроводжує кілька сцен далі в історії.
Колишній креативний директор Майк Лейдлоу зауважив, що відгуки гравців про Leliana's Song, хоча здебільшого позитивні, часто вказували на те, наскільки відключеними від сюжету цього доповнення почувалися гравці, оскільки в ній не фігурує їхній персонаж Сірий Вартовий з базової гри.

## The Golems of Amgarrak
The Golems of Amgarrak — завантажувальне доповнення, випущене 10 серпня 2010 року. У центрі уваги тут Верховода Сірих Вартових Ферелдену, що розслідує подробиці зникнення гномської експедиції на Глибинних шляхах. Вартовий, який може бути як вже існуючим, імпортованим з базової гри або її розширення Awakening, так і новоствореним персонажем, на прохання гномського рейнджера Джеріка Дейса (англ. Jerrik Dace) спускається на Глибинні шляхи у пошуках його брата, учасника вищезгаданої експедиції. Протагоніст дізнається, що експедиція шукала втрачену таємницю будівництва големів, особливо нові методи їх модифікації, у запечатаних нині залах Амґарраку.
Це доповнення відоме своїм високим рівнем складності. Хоча гравець може найняти голема зі здібностями зцілення, у складі доступних товаришів по групі відсутні будь-які класи підтримки. Велику увагу тут розробники приділили головоломкам і пошуку секретів на локаціях Глибинних шляхів, а кульмінацією доповнення став досить важкий бій з фінальним босом, гротескна істота під назвою Жнивар (англ. Harvester). Як і у всіх попередніх доповненнях, після завершення The Golems of Amgarrak гравцю стають доступні внутрішньоігрові предмети спорядження для базової гри та її сюжетного розширення Dragon Age: Origins — Awakening.

Феррет Бодуан з BioWare пояснив в інтерв’ю, що битви в The Golems of Amgarrak є дуже складними, для того щоб показати гравцям на скільки сильними супротивниками є големи, він також назвав Джеріка та його бронто Мазня (англ. Snug), як потужних супутників підтримки у важких боях. Жнивар знову з'являється в Dragon Age II, за словами провідного художника персонажів Dragon Age II Шона Хоко, ігрові доповнення подібні до The Golems of Amgarrak, послужили полігоном для команди розробників, щоб не лише «перевірити творчість», але й надати гравцям попередній перегляд планів BioWare щодо продовження.
| Агрегатор  | Оцінка     |
| ---------- | ---------- |
| Metacritic | PC: 57/100 |

| Видання   | Оцінка |
| --------- | ------ |
| Eurogamer | 4/10   |

Оцінки та відгуки
Згідно з агрегатором рецензій Metacritic, The Golems of Amgarrak для Microsoft Windows отримала «змішані» або «середні» відгуки від критиків.
Ден Вайтхед з Eurogamer сказав, що деякі гравці можуть зацікавитись важкими боями, проте по суті, це «ще один номерний квест» з інертною кампанією. Для Вайтхеда справжній виклик гри полягає в повторюваному використанні «дешевих ворогів», підсилених штучною стійкістю, що виявляє одну зі слабких сторін базової гри — її споконвічно незбалансованих режимах складності. Він також розкритикував нових персонажів як прісних та легко забуваємих, а історію за відсутність глибини. Кріс Терстен з PC Gamer назвав The Golems of Amgarrak прикладом доповнення, яке не повністю зроблено з вже існуючих у базовій грі матеріалів, але це, звичайно, не змінює того факту, що його можна легко пропустити без жодних наслідків у розумінні основного сюжету. Він описав ігровий процес як «величезні смужки здоров’я, які хотілося б скоротити, і нові компаньйони, чиї голоси помітно відсутні», із сюжетною лінією, яка додає мало змісту чи наслідків.

## Witch Hunt
| Агрегатор  | Оцінка                              |
| ---------- | ----------------------------------- |
| Metacritic | ПК: 56/100 PS3: 61/100 X360: 56/100 |

| Видання                      | Оцінка |
| ---------------------------- | ------ |
| Eurogamer                    | 6/10   |
| GameSpot                     | 5/10   |
| IGN                          | 6.5/10 |
| Official Xbox Magazine (США) | 5/10   |
| PC PowerPlay                 | 6/10   |

Witch Hunt — завантажувальне доповнення, випущене 7 вересня 2010 року. Розповідає про розслідування Верховодою Сірих Вартових повідомлень про те, що Морріґан повернулася до Ферелдену через деякий час після її зникнення у фіналі базової гри. Подібно до The Golems of Amgarrak, гравці можуть створити нового протагоніста для цього доповнення або імпортувати існуючого персонажа з Dragon Age: Origins або Awakening. Witch Hunt є останнім сюжетним доповненням для першої гри франшизи та має на меті завершити сюжетну лінію Морріґан у базовій грі. Завершення доповнення розблоковує нові внутрішньоігрові предмети у базовій грі та її сюжетному розширенні.
За сюжетом, Верховода Сірих Вартових, у пошуках Морріґан стикаються з долійкою Аріаною (англ. Ariane) в старій хатині відьми Флемет. Вважаючи, що Морріґан вкрала стародавню книгу її племені, Аріана та Вартовий разом вирушають на пошуки відьми. На відміну від попередніх доповнень, фінальний вибір у Witch Hunt буде мати деякі наслідки у діалозі майбутнього протагоніста Dragon Age: Inquisition із Морріґан. Подібно до Жниваря з The Golems of Amgarrak, Вартеррал (англ. Varterral) — фінальний бос доповнення, також перекочував до списку босів Dragon Age II.
Оцінки та відгуки
Згідно з агрегатором рецензій Metacritic, Witch Hunt отримало загалом «змішані» або «середні» відгуки на всіх випущених платформах від ігрових критиків.
Ден Вайтхед з Eurogamer сказав, що Witch Hunt імітує структуру пристойного квесту Dragon Age: Origins, хоча сценаристи й не надають вагомої причини, чому персонаж гравця раптово вирішив переслідувати Морріґан. Він зауважив, що Witch Hunt є задовільним порівняно з Return to Ostagar і The Darkspawn Chronicles, але не іде у жодне порівняння з Lair of the Shadow Broker, доповненням для Mass Effect 2, випущеним приблизно в той самий період часу. Кевін ВанОрд сказав, що історія повернення Морріґан розчаровує, оскільки епізодична поява такого одіозного персонажа не повинна служити подібним сюжетним пристроєм у розповіді, яку ВанОрд назвав простим «сходи-принеси» квестом без жодних пояснень. Чарльз Оньєтт з IGN поставив цьому доповненню оцінку «задовільно» та вважав, що його важко рекомендувати, якщо тільки гравець не бажає витрачати гроші, щоб возз’єднатися з Морріґан «приблизно на п’ять хвилин і отримати якісь аморфні пояснення».

## Інший контент
- Броня «Blood Dragon» — перехресний маркетинг з Mass Effect 2, цю стилізовану під Dragon Age: Origins броню, безкоштовно в обох іграх отримують гравці, які мають у своїй бібліотеці обидві гри. Надалі така ж броня стала доступна і в Dragon Age II на таких же умовах.
- Feastday Gifts та Feastday Pranks, випущені 1 квітня 2010 року, включають десять унікальних подарунків і розіграшів, по одному для кожного компаньйона, а також два універсальні предмети, які можна подарувати будь-якому компаньйону. Кожен предмет можна завантажити окремо або як частину об’єднаного доповнення «Feastday Gifts and Pranks pack»[48]. Це доповнення входить у видання «Dragon Age: Origins — Ultimate Edition»[5].
- До 7 грудня 2012 року певні предмети в грі були доступні лише через обмежені у часі рекламні акції. Починаючи з 7 грудня 2012 року, за винятком броні «Blood Dragon», а також ексклюзивних предметів Колекційного видання, гравці можуть безкоштовно розблокувати всі рекламні та ексклюзивні предмети в Dragon Age: Origins і його пакеті розширення Dragon Age: Origins — Awakening[49].